# ولاية الحوض الغربي
ولاية الحوض الغربي هي إحدى ولايات موريتانيا، تقع جنوب البلاد، على الحدود مع مالي. يحدها من الشمال ولاية تكانت ومن الشرق ولاية الحوض الشرقي ومن الغرب ولاية العصابة. عاصمتها مدينة عيون العتروس.

## التقسيم الإداري
تضم المقاطعات الأربعة التالية:
- مقاطعة عيون العتروس وتضم البلديات:
  1. عيون العتروس
  2. بنعمان
  3. دويرارة
  4. اقجرت
  5. انصفني
  6. ام لحياظ
  7. تنحماد
- مقاطعة كوبني وتضم البلديات:
  1. كوبني
  2. حاسي اهل أحمد بشنة
  3. لغليك
  4. الفلانية
  5. تمزين
  6. مدبوكو
- مقاطعة تامشكط وتضم البلديات:
  1. تامشكط
  2. الرظي
  3. الصفا
  4. قظاي التيدوم
  5. المبروك
- مقاطعة الطينطان وتضم البلديات:
  1. الطينطان
  2. عين فربة
  3. حاسي عبد الله
  4. الحريجات
  5. أقرقار
  6. الدفعة
  7. عوينات الطل

كانت كباقي تجمعات البيظان تسكن المنطقة قبائل شتى كالاود الناصر العرب وبسطوا فيها سطوتهم.[بحاجة لمصدر]

## أعلام
- محمد سالم ولد البشير

1. ↑  MusicBrainz (بالإنجليزية), MetaBrainz Foundation, QID:Q14005
2. ↑  GeoNames (بالإنجليزية), 2005, QID:Q830106

- خبار بلادي.. موريتانيا.. ولاية الحوض الغربي

ويعد من أهم أبناء الولاية عثنان ولد بكار وشيخن ولد عالي ومحمد لقظف ولد عبد الجبار و محمدمحمود ولد الصديق وغيرهم